# 東野瑞希
東野 瑞希（ひがしの みずき、1992年2月23日 - ）は、福岡県出身の日本のゲーム実況者、YouTuber、女優、タレントである。愛称はがっしー。

## 出演（ゲーム実況者）

### ゲームアプリ
- De:Lithe ～忘却の真王と盟約の天使～ （2020年） - ギルド応援アンバサダー
- ラストエスケイプ-復讐の女神- （2020年） - ゲーム実況者同盟対決 公式プレイヤー
- ビクトリーマン （2022年） - ギルドマスターズキャンペーン 公式プレイヤー

### ゲームアプリ公式配信
- ウィムジカルウォー「ジントリライブ！」（2018年）
- ディライズ公式生放送「ディライズ放送局」（2021年） - MC
- 新信長の野望「川中島の戦い同盟頂上合戦 SEASON4 決勝戦生放送」（2023年）
- 新信長の野望「川中島の戦い同盟頂上合戦 SEASON5 決勝戦生放送」（2024年）
- 新信長の野望「川中島の戦い同盟頂上合戦 SEASON6 決勝戦生放送」（2024年）
- 新信長の野望「川中島の戦い同盟頂上合戦 SEASON7 決勝戦生放送」（2024年）
- 新信長の野望「九州征伐同盟頂上合戦 SEASON1 決勝戦生放送」（2024年）
- 新信長の野望「九州征伐同盟頂上合戦 SEASON2 決勝戦生放送」（2025年）
- 新信長の野望「3周年記念生放送」（2025年）
- 新信長の野望「九州征伐同盟頂上合戦 SEASON4 決勝戦生放送」（2025年）

### ゲームアプリWebCM
- カバラの伝説（2022年）
- フォートレスサガ（2025年）

### その他
- ウィムジカルウォー公式大会 ジントリチャンピオンシップ2018（2018年） - MC

## 出演（女優）

### 映画
- 呼吸税（2011年、監督：久野雅之）
- ぼくたちはここにいる（2012年、監督：小田憲和） - 千春 役
- 巻き戻し（2013年、監督：黒川裕一） - キョウコ 役
- 落研冒険支部（2016年、監督：伊月肇） - 郭水輝 役
- TOKYO CITY GIRL-2016-「LOCAL→TOKYO」（2016年、監督：志真健太郎） - 吉村めぐみ 役
- マスタード・チョコレート （2017年、監督：笹木彰人） - 奥山桜 役
- 宝池に寄り道を（2017年、監督：井上博貴） - よう子 役
- 狂い華「呪いうつり」（2017年、監督：井上博貴） - 山田瑞穂 役
- SAi（2017年、監督：水野博章） - ヒロイン 市崎結依 役
- たまゆら（2018年2月3日、監督：土田ひろかず）
- 口裂け女vsカシマさん2（2018年、監督：沖田光） - 木下雪役
- 黒蝶の秘密（2018年、監督：仁同正明）
- 最初の晩餐（2019年11月1日、監督：常盤司郎） - 杏子 役
- 正義のひとたち（監督：小嶋貴之） - 三田弘美 役
- 超・少年探偵団NEO -Beginning-（2019年10月25日、監督：芦塚慎太郎） - 早乙女先生 役
- 透明花火（2020年3月14日、監督：野本梢） - 佐々木庸子 役[1]
- LOVE STAGE!!（2020年10月2日、監督：井上博貴）
- 恋人たちの夜明け（2020年、監督：井上博貴）

### ドラマ
- 特捜9 season2（2019年5月1日、テレビ朝日） - 第4話 靖恵 役
- 潤一（2019年7月26日、関西テレビ） - 第3話 笹本 役
- チート〜詐欺師の皆さん、ご注意ください〜（2019年10月10日、読売テレビ） - 第2話
- Memories（2020年10月25日、BS日テレ） - 第4話 田中早苗役
- 恋はDeepに（2021年5月12日、日本テレビ） - 第5話

### 配信ドラマ
- ヨコハマタイヤオリジナルショートフィルム 雨の出会い坂「車内探偵明美」（2017年） - 第5話 優子 役
- ヨコハマタイヤオリジナルショートフィルム 雨の出会い坂「create the future」（2017年） - 第6話 優子 役
- よしもとドラマ部オリジナルドラマ「キンノタマゴ」（2017年、BS Dlife） - 主演 石川はな 役[2][3]

### CM
- バンダイナムコ「デジモンリンクス」（2016年）
- マクドナルド ほんのハッピーセット「注文できた」篇（2018年）
- メディカルKit R スキマスイッチ「奏」 for 東京海上日動あんしん生命篇（2018年）
- スタジオマリオ「パパとママとあっちゃんと」篇（2018年）
- 花王「魔法少女 リーゼプリティア」（2018年）
- QTモバイル
  - 「QTさん なんでも聞いて」篇（2019年）
  - 「QTさん自宅deお手続き」篇（2019年）
  - 「QTさんほんとに990円」篇（2019年）
- 西武園ゆうえんち「ゆうえんちくる？」（2019年）
- キッコーマン いつでも新鮮味わいリッチ減塩しょうゆ「減塩デビュー」篇（2019年）
- P&G アリエール ジェルボール3D「汚れはまず分解」篇（2020年）
- 積水ハウス「コドモイドコロ」（2020年）
- FUJITSU
  - 「お悩み解決！テレワーク進化論①　～落ち着いて仕事ができない編～」（2020年）
  - 「お悩み解決！テレワーク進化論②　～オンライン会議が途切れ途切れ編～」（2020年）
  - 「お悩み解決！テレワーク進化論⑤　～キーボードの入力ミスにイライラ編～」（2020年）
- サントリー BOSS 本命の一服・三冠の一杯「BOSS競馬」篇（2021年）
- カシワバラブランドムービー｢一生分のひとコマに、カシワバラ。｣（2022年）

### TV
- 逃走中 (2011年、フジテレビ）
- 爆報!THEフライデー（2016年、TBS） - 再現VTR 主演 大森玲子 役
- 明日のSHOW（2017年、TOKYO MX） - メインMC
- 全力坂インフォマーシャル（2018年、テレビ朝日）

### MV
- HoneyWorks meets スフィア「一分一秒君と僕の」（2016年）
- Shiggy Jr.「Beautiful Life」（2016年）
- WOMCADOLE「僕等の行方」（2016年）
- 04 Limited Sazabys「Squall」（2017年）
- ベル「LOST SEASONS」（2018年）

### 舞台
- 大きな虹のあとで ～不動4兄弟～ （2011年） - 花 役
- ピオフィオーレの晩鐘 ～運命の白百合～（2019年） - フェイ 役

### その他
- ガンホー「ディズニーマジックキングダムズ」（2016年） - MC
- ニコニコ生放送 結チャンネル人狼 ♯20「犯人はこの中にいる！名探偵が潜むイトキチ村」（2018年）
- モバイルアクションRPG「THE KING OF FIGHTERS ALLSTAR」プレス発表会（2018年） - MC
- 渋谷のラジオ「渋谷のサンデー 〜神二の愉快な仲間たち〜」（2020年）
- シネマ・チラリズム 第19回（2020年）